# Kasim Çelebi
Kasim Çelebi o Kasim Yusuf (1390 – 1417) fou un príncep otomà, fill de Baiazet I.
Era molt jove el juliol del 1402 a la batalla d'Ankara i va restar a Bursa. Després de la derrota otomana i la captura de Baiazet I va començar la lluita pel poder entre els seus fills més grans. Un d'aquests, Solimà, va passar per Bursa i es va emportar a Kasim i a la seva germana Fatima i poc després fou deixat com a ostatge de l'emperador romà d'Orient Manuel II. Va viure a Constantinoble fins a la seva mort el 1417 amb 27 anys.